# 尤奧湖
62°39′N 28°43′E / 62.650°N 28.717°E
尤奧湖（芬蘭語：Juojärvi）是芬蘭東部的湖泊，面積219.54平方公里，集水區面積2,074平方公里，海拔高度101米，平均水深8.89米，最大水深44米，是該國最乾淨的湖泊之一。